# Concordat entre Letònia i la Santa Seu (1922)
El concordat signat entre el Govern de Letònia i el Vaticà el 30 de maig de 1922 pel ministre d'afers exteriors letó Zigfrīds Meierovics i el cardenal secretari d'Estat, Pietro Gasparri. Les ratificacions van ser canviades al Vaticà el 3 de novembre de 1922 pel vicecanceller letó Hermanis Albats i el cardenal Gasparri, i l'acord va entrar en vigor el mateix dia. Va ser registrat a la Sèrie de la Lliga de les Nacions el 16 de juny de 1923.

## Termes del tractat
- L'article 1 concedia l'Església Catòlica a Letònia llibertat d'actuació, així com l'estatus d'entitat corporativa.
- L'article 2 requeria l'Església Catòlica a elevar la seva Diòcesi de Riga (restablerta el 1918) al rang d'arxidiòcesi i estipula que tots els bisbes han de ser de nacionalitat letona.
- L'article 3 establia que l'Arxidiòcesi de Riga haurà d'estar sota la jurisdicció del Vaticà en tots els assumptes de l'Església.
- L'article 4 donava al govern de Letònia el dret a vetar tots els candidats a bisbe al seu territori.
- L'article 5 feia obligatori per a cada bisbe de Letònia a jurar lleialtat a la llei de Letònia.
- L'article 6 estipulava l'arxidiòcesi de Riga es regirà d'acord amb el dret canònic.
- A l'article 7, el govern letó es comprometia a proporcionar els edificis adequats per a l'arquebisbe i el funcionament de l'arxidiòcesi de Riga.
- L'article 8 va donava a l'arquebisbe de Riga el dret de nomenar els sacerdots sota la seva jurisdicció.
- L'article 9 deixava exempts els membres del clergat del servei militar, així com el servei jurat.
- L'article 10 permetia a l'Església Catòlica a Letònia per establir el seu propi sistema d'escoles.
- L'article 11 preveia per a l'operació d'un seminari sacerdotal en l'idioma letó.
- L'article 12 limitava el dret de nomenar els no nacionals de Letònia com a membres del clergat.
- L'article 13 regulava les activitats de les associacions catòliques a Letònia.
- L'article 14 feia inviolables les propietats de l'Església.
- L'article 15 feia inviolables esglésies i cementiris.
- L'article 16 regulava la tributació de les propietats de l'Església.
- L'article 17 donava a les autoritats de Letònia la llibertat per processar sacerdots acusats de crims.
- L'article 18 donava a l'arxidiòcesi de Riga el dret a ser informada dels procediments penals iniciats contra un sacerdot acusat de crims.
- L'article 19 permetia als sacerdots condemnats per delictes de complir la condemna en monestirs, amb el consentiment de l'Arquebisbe.
- L'article 20 estipulava que l'acord estaria en vigor durant tres anys, a no ser que es prorrogués posteriorment.
- Els articles 21-22 preveien la seva ratificació pel Vaticà i les autoritats letones.

El concordat va ser modificat per un protocol addicional signat el 25 de gener de 1938.